# Магомедов, Эльдар Мусаевич
Эльдар Мусаевич Магомедов (род. 24 июля 1967, УзССР, СССР) — боксёр, чемпион СССР 1989 года в полутяжёлой категории (до 81 кг).

## Биография
Эльдар Мусаевич Магомедов родился 24 июля 1967 года в УзССР. По национальности даргинец, родители родом из Дагестанской ССР. Когда Эльдару было 4 года, его родители переехали жить и работать в город Оренбург, там он и начал занимался боксом. Его тренером был Якшилов Владимир Павлович, именно с ним были достигнуты наилучшие результаты в боксе.
На чемпионате СССР 1989 года Эльдар нокаутом достиг победы над Сергеем Кобозевым. После чемпионата 1989 года из любительского бокса перешёл в профессиональный. Провел успешные боксёрские бои. Из-за травмы в тяжёлом бою в Риге был вынужден оставить профессиональный бокс.
Эльдар Магомедов умер 15 февраля 2005 года, в возрасте 37 лет.